# Lascuarre
Lascuarre (Katalanisch Lasquarri) ist eine katalanischsprachige Gemeinde der Franja de Aragón in einem linken Seitental des Río Isábena der Provinz Huesca in der Autonomen Gemeinschaft Aragonien in Spanien. Der Ort liegt in der Comarca Ribagorza.

## Bevölkerungsentwicklung
| 1991 | 1996 | 2001 | 2004 |
| ---- | ---- | ---- | ---- |
| 173  | 173  | 159  | 146  |

## Sehenswürdigkeiten
- Burg von Lascuarre aus der Zeit der Reconquista.
- Pfarrkirche Asunción de la Virgen aus dem 16. Jahrhundert.
- Die auf das 12. Jahrhundert zurückgehende, 2006 restaurierte Einsiedelei Sant Martí de Lascuarre.
- Die ruinöse Einsiedelei San Vicente.
- Torre de los Moros, möglicherweise an der Stelle eines Wachturms aus der Zeit der Reconquista.